# Prototheora monoglossa
Prototheora monoglossa là một loài bướm đêm thuộc họ Prototheoridae. Loài này có ở Nam Phi.